# پارک اومه
پارک اومه یا پارک آلو (به ژاپنی: 梅 公園 Ume koen) یکی از پارک‌های  توکیو پایتخت ژاپن است. پس از خارج شدن از ایستگاه هیناتاوادا باید به  طرف راست و به سمت رود تاما حرکت کرد پس از گذشتن از پل جیندائی در طرف چپ خیابان پارک اومه (پارک آلو) قرار دارد. از ایستگاه تا این پارک ۱۵ دقیقه پیاده راه است. پارک اومه بزرگترین پارک در تمام ژاپن از نظر داشتن شکوفه‌های آلو محسوب می‌شود. در این پارک ۱۲۰ نوع مختلف درخت آلو کاشته شده‌است. از ۱۰  تا ۲۰ مارچ سومین ماه میلادی، مطابق با نیمهٔ دوم اسفند مناسب‌ترین زمان برای دیدن از این پارک است و مناظر شکوفه‌های آلو از زیبایی خاصی برخوردار هستند.

## رسیدن به پارک
- جی آر، خط اومه، ایستگاه هیناتاوادا 日向和田（ひなたわだ）駅 ایستگاه هیناتاوادا، دو ایستگاه با ایستگاه اومه فاصله دارد. از این ایستگاه تا پارک ۱۵ دقیقه پیاده راه است.[۱]

## نگارخانه

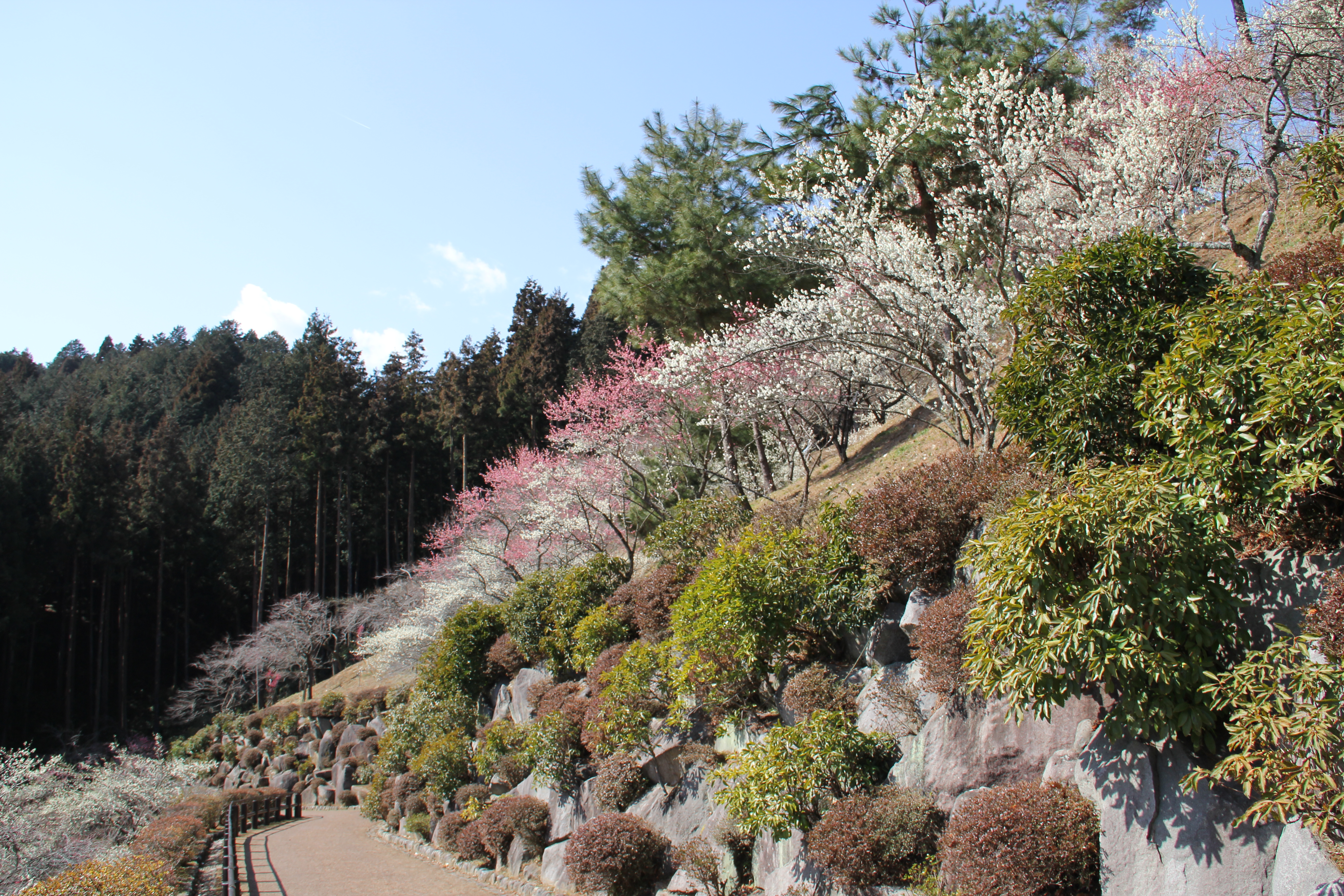
پارک اومه در اوایل اسفند
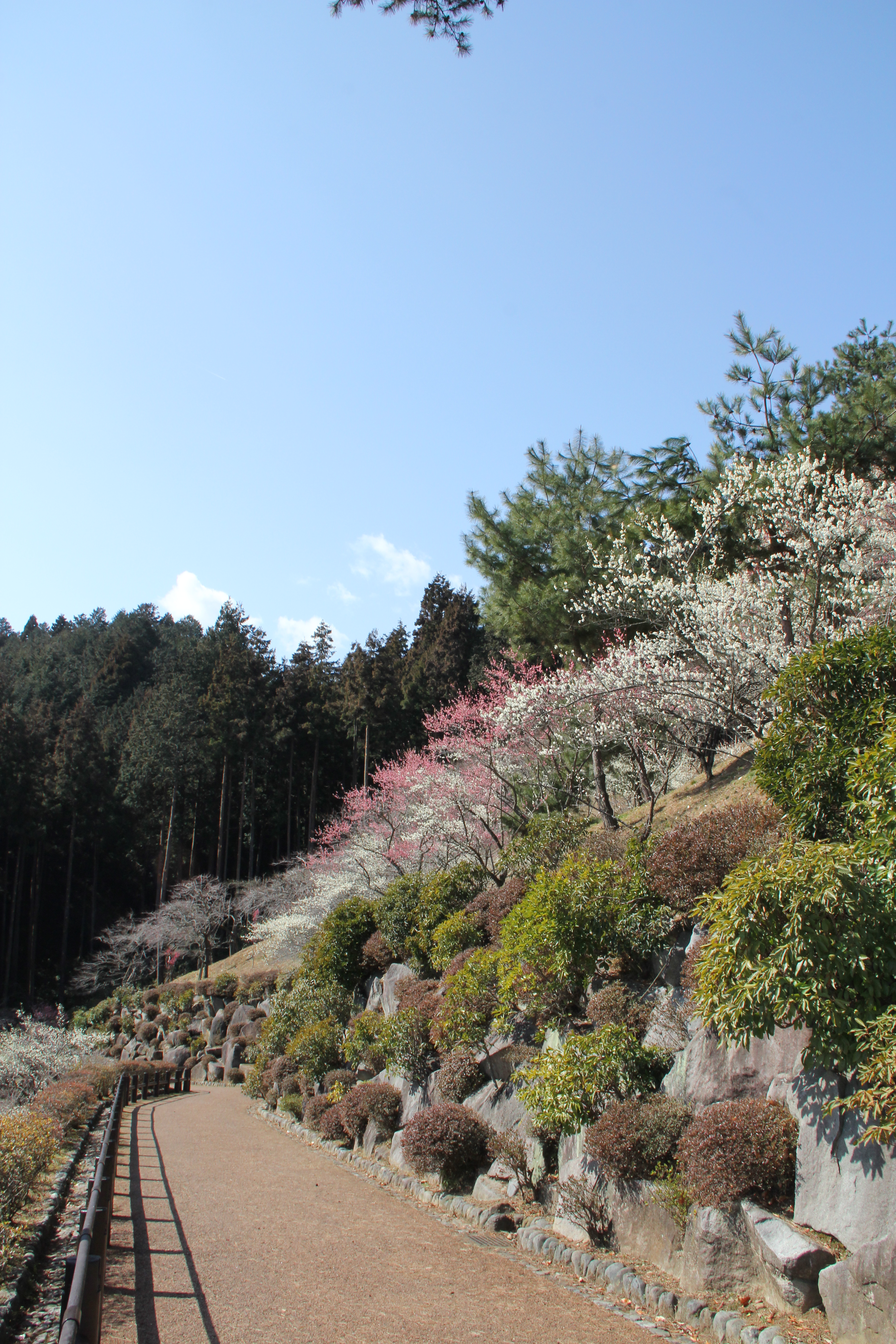
پارک اومه
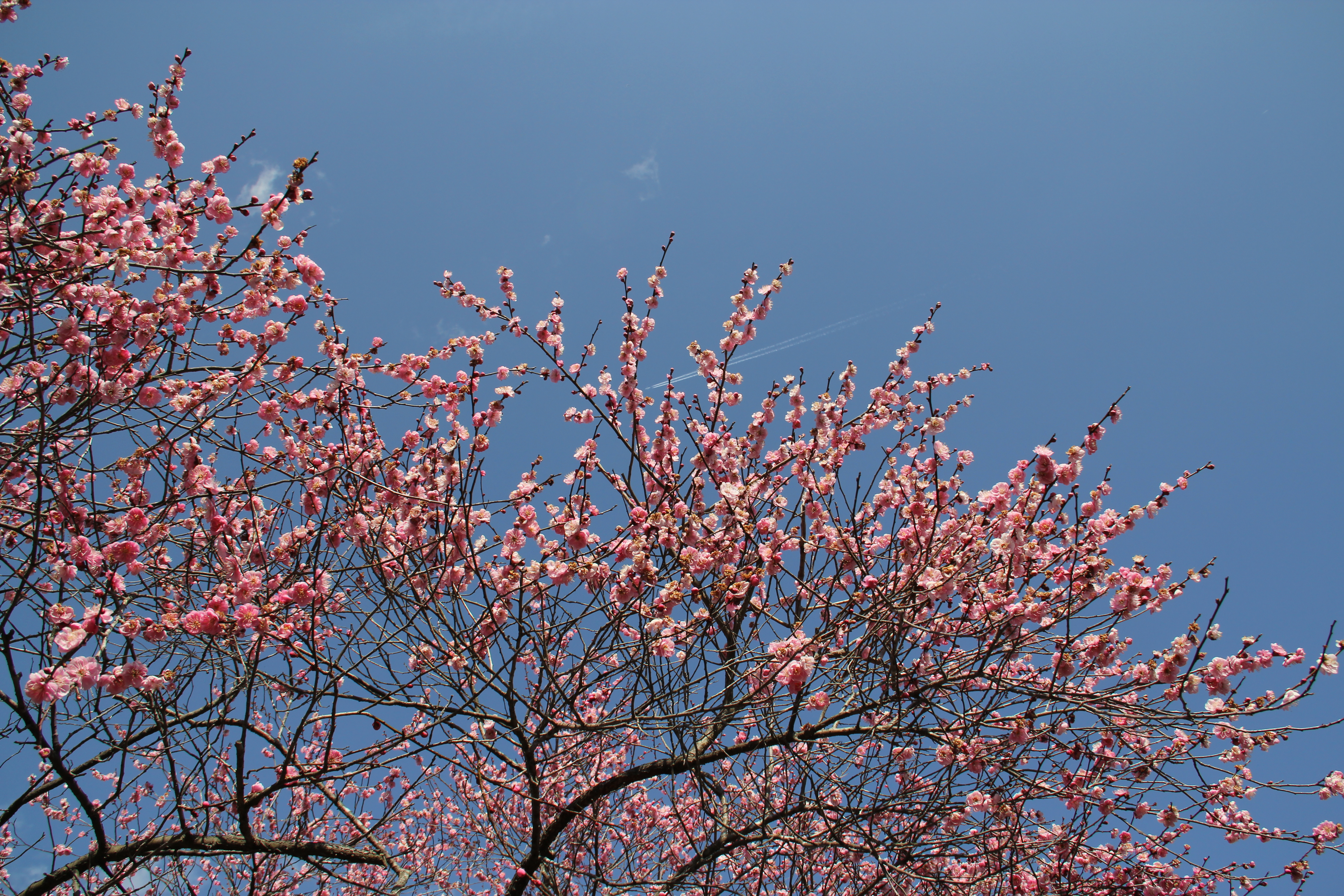
پارک اومه
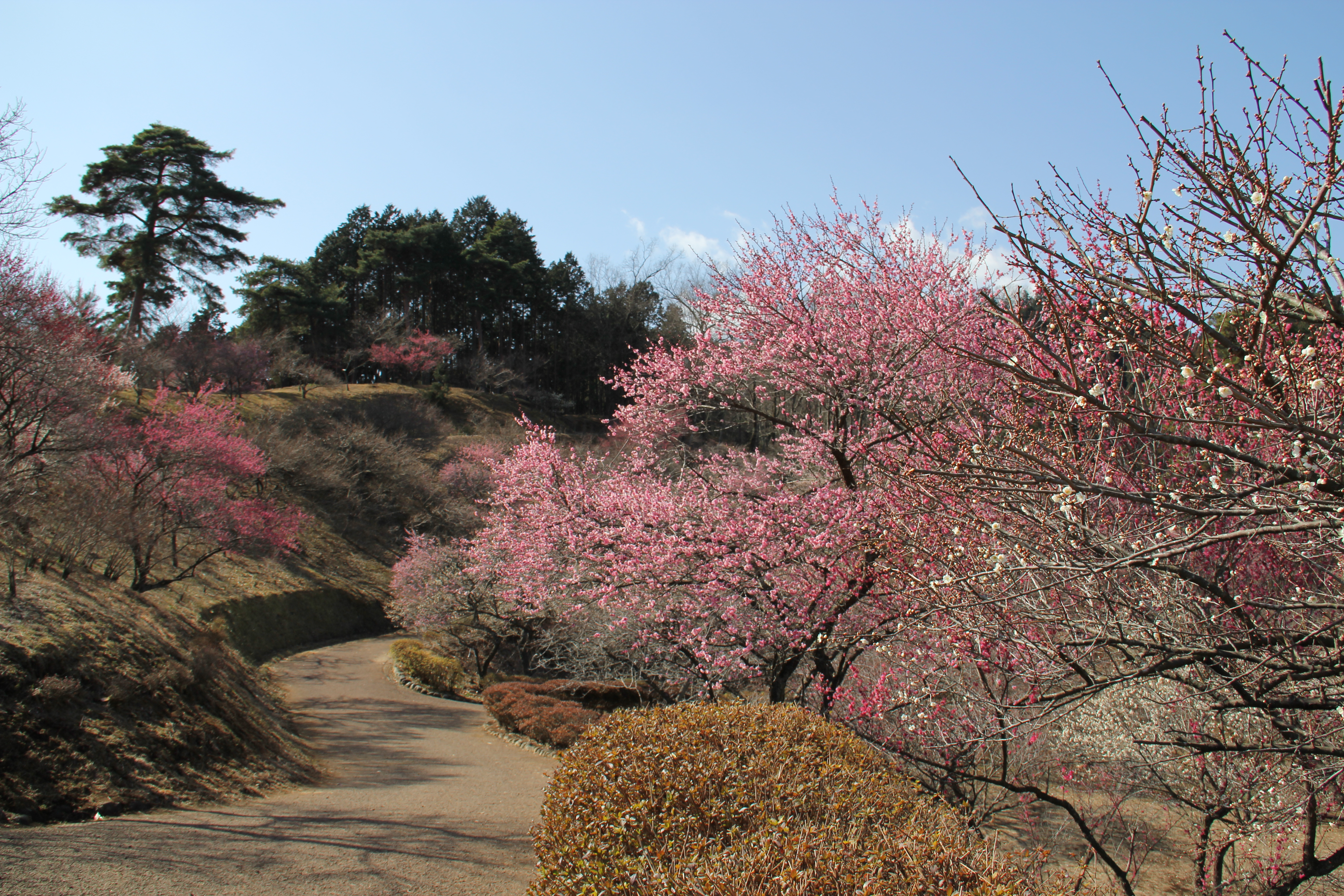
پارک اومه
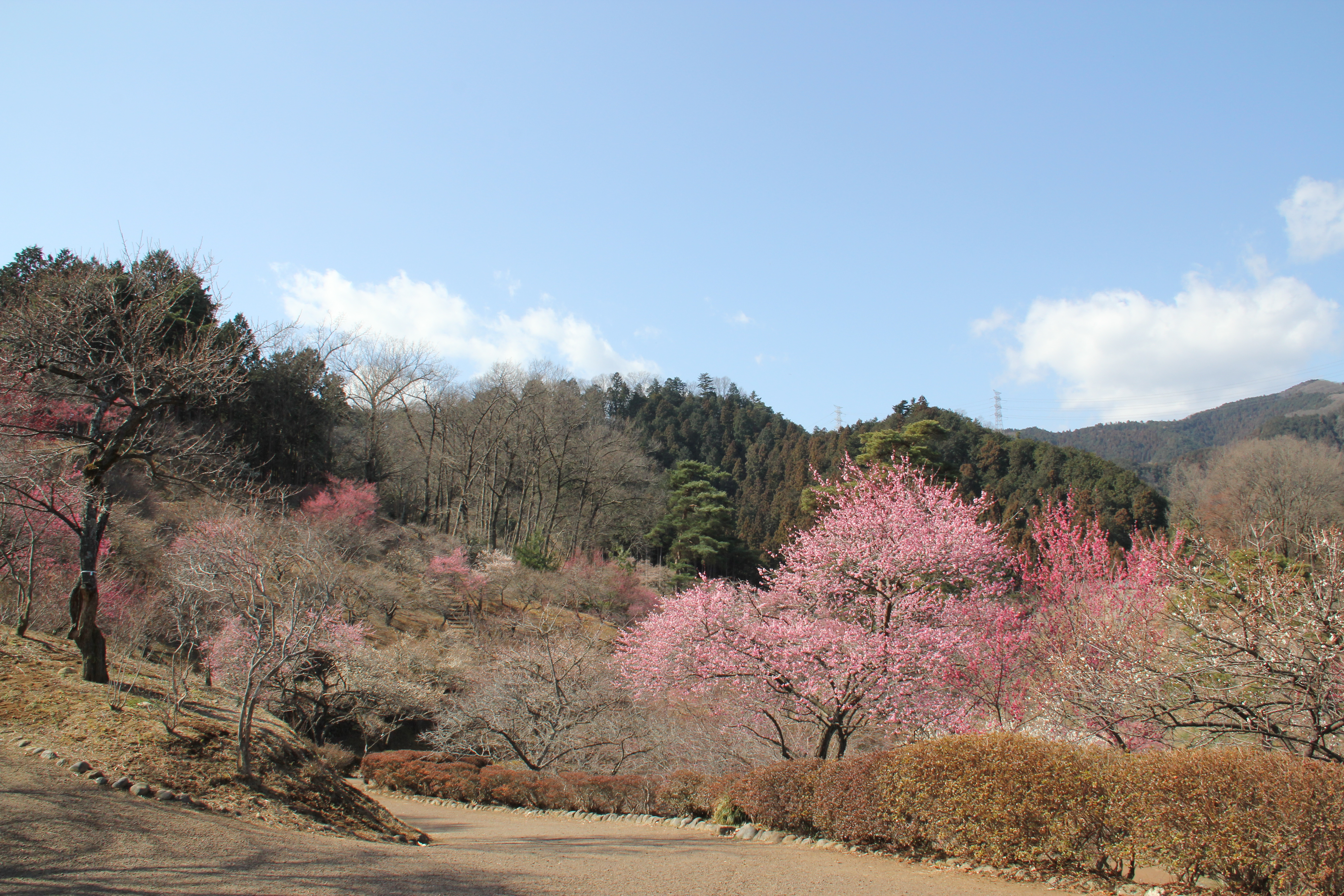
پارک اومه
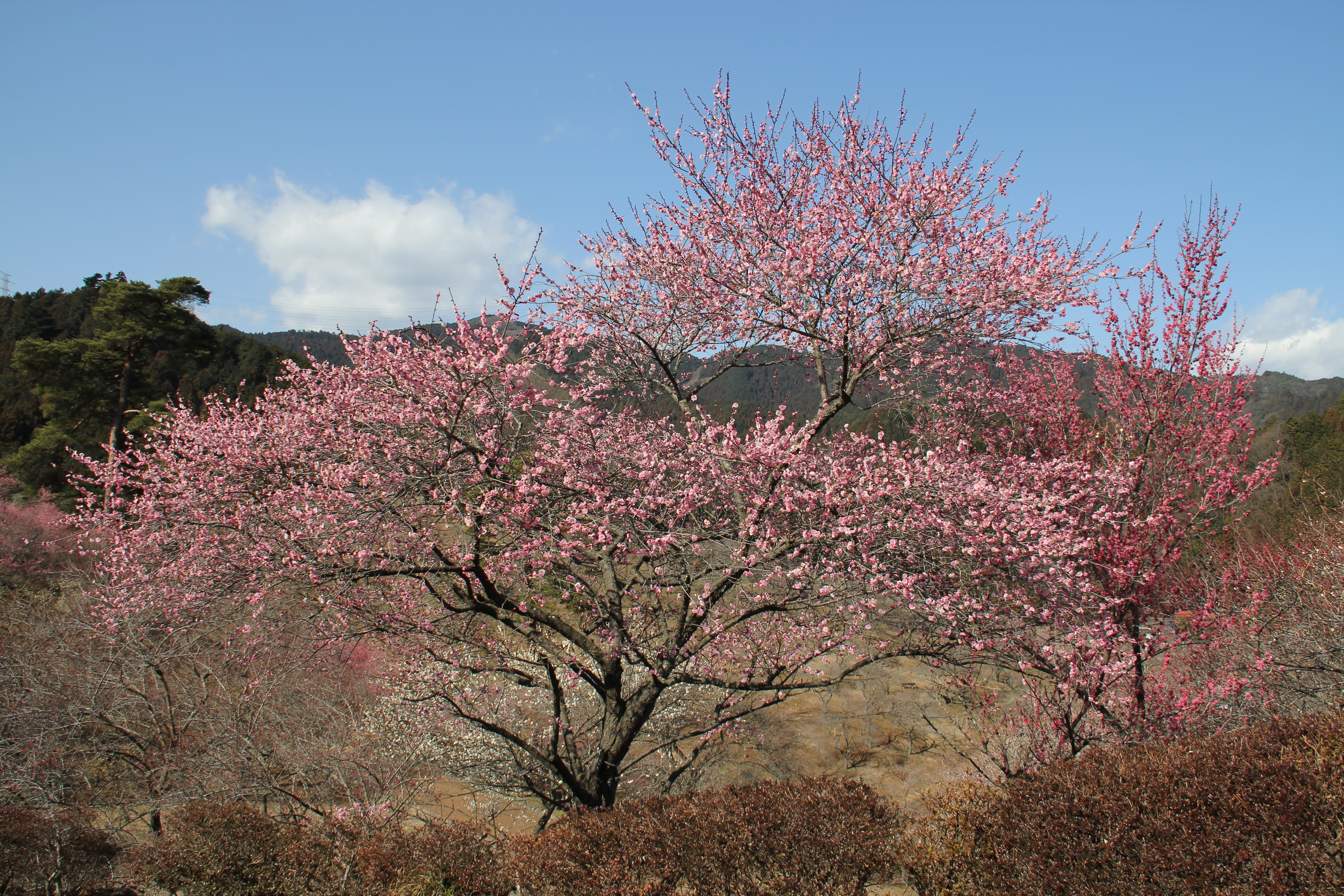
پارک اومه